# Der Fangschuß
Der Fangschuß is een Frans-Duitse dramafilm uit 1976 onder regie van Volker Schlöndorff. Het scenario is gebaseerd op de roman Le Coup de grâce (1938) van de Franse auteur Marguerite Yourcenar.

## Verhaal
Een gravin uit de Oostzeelanden kan in 1919 niet kiezen tussen haar eigen officierskringen en de oprukkende communisten.
Gravin Sophie von Reval woont met haar tante en broer Konrad op het slot Kratovice, waar antirevolutionaire soldaten gelegerd zijn. Daar leert Sophie Erich von Lhomond kennen, een jeugdvriend van haar broer. Sophie wordt ondanks haar communistische sympathieën verliefd op Erich, die aan het hoofd staat van een groep Duitse soldaten. Erich wijst Sophie af en zij probeert hem jaloers te maken door aan te leggen met andere officieren. Dan leert Sophie dat Erich en Konrad een verhouding zouden hebben. Ze vlucht en sluit zich aan bij de rode opstandelingen. Ze worden gevangen genomen en zullen ter dood worden gebracht. Sophie vraagt dat Erich haar het genadeschot in de nek zou geven.

## Rolverdeling
| Acteur                 | Personage         |
| ---------------------- | ----------------- |
| Matthias Habich        | Erich von Lhomond |
| Margarethe von Trotta  | Sophie von Reval  |
| Rüdiger Kirschstein    | Conrad von Reval  |
| Marc Eyraud            | Dr. Paul Rugen    |
| Bruno Thost            | Chopin            |
| Henry van Lyck         | Borschikoff       |
| Hannes Kaetner         | Michel            |
| Franz Morak            | Grigori Loew      |
| Frederik von Zichy     | Franz von Aland   |
| Mathieu Carrière       | Volkmar           |
| Valeska Gert           | Tante Praskovia   |
| Alexander von Eschwege | Blankenberg       |
| Maria Guttenbrunner    | Moeder Loew       |
| Stephan Paryla         | Sergeant          |

## Ontvangst
De film werd geprezen omwille van de sobere enscenering en de sfeervolle zwart-witfotografie, die samen een overtuigende en realistische indruk wekken. Verder werden ook de acteerprestaties van Habich, von Trotta en Kirchstein geprezen.